# Henri van Aken
Pour les articles homonymes, voir Van Aken.

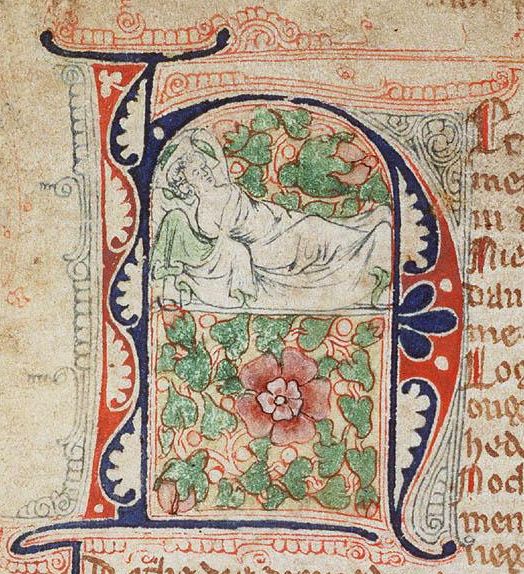
Hein van Aken rêvant d'une rose

Henri van Aken ou Hein van Aken est un écrivain flamand d'expression moyen-néerlandaise, de la fin du XIIIe siècle et du début du XIVe siècle, né à Bruxelles vers 1250 et mort après 1325.

## Biographie
Hein van Aken est mentionné pour la première fois par Jan van Boendale dans son Miroir des Laïcs (Der leken Spieghel) achevé en 1330, où il fait l'éloge de van Haken, déjà décédé : il est originaire de Bruxelles ; d'après un manuscrit de Die Rose, il est curé de Korbeek-Lo.

## Œuvres
Henri van Aken a traduit et adapté en moyen néerlandais deux œuvres écrites en vers français :
- vers 1280 : Die Rose, une adaptation  du Roman de la Rose[2] ;
- entre 1280 et 1299 : Van den Coninc Saladijn ende van Hugen van Tabaryen, traduction du poème L'Ordène de chevalerie, qui raconte l'emprisonnement de Hugues II de Saint-Omer (dit Hues de Tabarie)  par Saladin après la bataille de Merdj'Oyoum le 9 juin 1179, et la façon dont Saladin se fit armer chevalier par son prisonnier qui lui explique les devoirs du chevalier et la signification symbolique de l'adoubement[3].

Deux autres oeuvres lui sont attribuées :
- un roman d'aventures courtoises en douze livres et 23 018 vers, le Roman van Heinric en Margriete van Limborch (nl), commencé en 1291 et achevé en 1318, qui s'inspire de l'Énéide de Virgile[4] ;
- un court poème moralisateur, Het vierde boek van den Wapene-Martijn, dit aussi Vierde Martijn, daté de 1299, continuation du Wapene Martijn de Jacques van Maerlant[5].